# Dicyema sphaerocephalum
Dicyema sphaerocephalum är en djurart som tillhör fylumet rhombozoer, och som beskrevs av Furuya 2005. Dicyema sphaerocephalum ingår i släktet Dicyema och familjen Dicyemidae. Inga underarter finns listade i Catalogue of Life.